# Солдатенко Борис Васильович
Бори́с Васи́льович Солдатенко (16 листопада 1946, тепер Російська Федерація) — український радянський комсомольський діяч, 2-й секретар ЦК ЛКСМУ. Депутат Верховної Ради УРСР 10-го скликання. Член ЦК КПУ в 1990—1991 роках. Кандидат економічних наук.

## Біографія
Закінчив Луганський будівельний технікум.
Трудову діяльність розпочав у 1964 році майстром будівельного управління № 1 тресту «Луганськпромжитлобуд», потім працював бригадиром, майстром шляхово-будівного управління № 6 тресту «Укравтотрансбуд» міста Луганська, інженером з технічного нагляду управління капітального будівництва Луганського міськвиконкому.
Освіта вища. Закінчив Київський інженерно-будівельний інститут і заочно Київський державний університет імені Тараса Шевченка.
З 1970 року — командир обласного студентського будівельного загону при Київському обласному комітеті ЛКСМУ.
Член КПРС з 1971 року.
З 1971 року — 1-й секретар Шевченківського районного комітету ЛКСМУ міста Києва. Служив у Радянській армії. Потім працював відповідальним організатором ЦК ЛКСМУ.
У 1973—1975 роках — 2-й секретар Київського міського комітету ЛКСМУ.
У 1975 — січні 1979 року — 1-й секретар Київського міського комітету ЛКСМУ.
У січні 1979 — серпні 1982 року — 2-й секретар ЦК ЛКСМУ.
У 1982—1985 роках — аспірант Академії суспільних наук при ЦК КПРС у Москві.
З 1 серпня 1985 по 1991 рік — 1-й секретар Ленінградського районного комітету КПУ міста Києва.
З 1990-х років — директор ряду комерційних компаній, зокрема Товариства з обмеженою відповідальністю «Інформаційно-комерційна інноваційна компанія «Інвест-сервіс», ТОВ «Енерготрансбуд», ТОВ «Ейр Анастасія», корпорації «Міжнародна авіаційна компанія «Аеротрек Авіейшн» в місті Києві.
Працював на громадських засадах помічником депутата Верховної Ради України IV скликання від Соціалістичної партії України Гармаш Галини Федорівни.

## Нагороди
- ордени
- медалі